# تشارلز وليامز (روائي)
تشارلز وليامز (بالإنجليزية: Charles Williams)‏ (و. 1909 – 1975 م) هو روائي، وكاتب سيناريو، وكاتب أمريكي، ولد في سان أنجيلو، توفي في لوس أنجلوس، عن عمر يناهز 66 عاماً.

## وصلات خارجية
- تشارلز وليامز على موقع IMDb (الإنجليزية)
- تشارلز وليامز على موقع أول موفي (الإنجليزية)
- تشارلز وليامز على موقع قاعدة بيانات الأفلام السويدية (السويدية)
- تشارلز وليامز على موقع قاعدة بيانات الفيلم (الإنجليزية)
- تشارلز وليامز على موقع كينوبويسك (الروسية)